# Klopina
Klopina är en ort i Tjeckien.   Den ligger i regionen Olomouc, i den östra delen av landet, 190 km öster om huvudstaden Prag. Klopina ligger 302 meter över havet och antalet invånare är 594.
Terrängen runt Klopina är platt söderut, men norrut är den kuperad. Terrängen runt Klopina sluttar söderut. Runt Klopina är det ganska tätbefolkat, med 172 invånare per kvadratkilometer. Närmaste större samhälle är Šumperk, 16,7 km norr om Klopina. Trakten runt Klopina består till största delen av jordbruksmark.